# موریس شامپاین
موریس شامپاین (به فرانسوی: Maurice Champagne) نویسنده قرن نوزدهم میلادی اهل فرانسه بود.